# Pstruhové pásmo

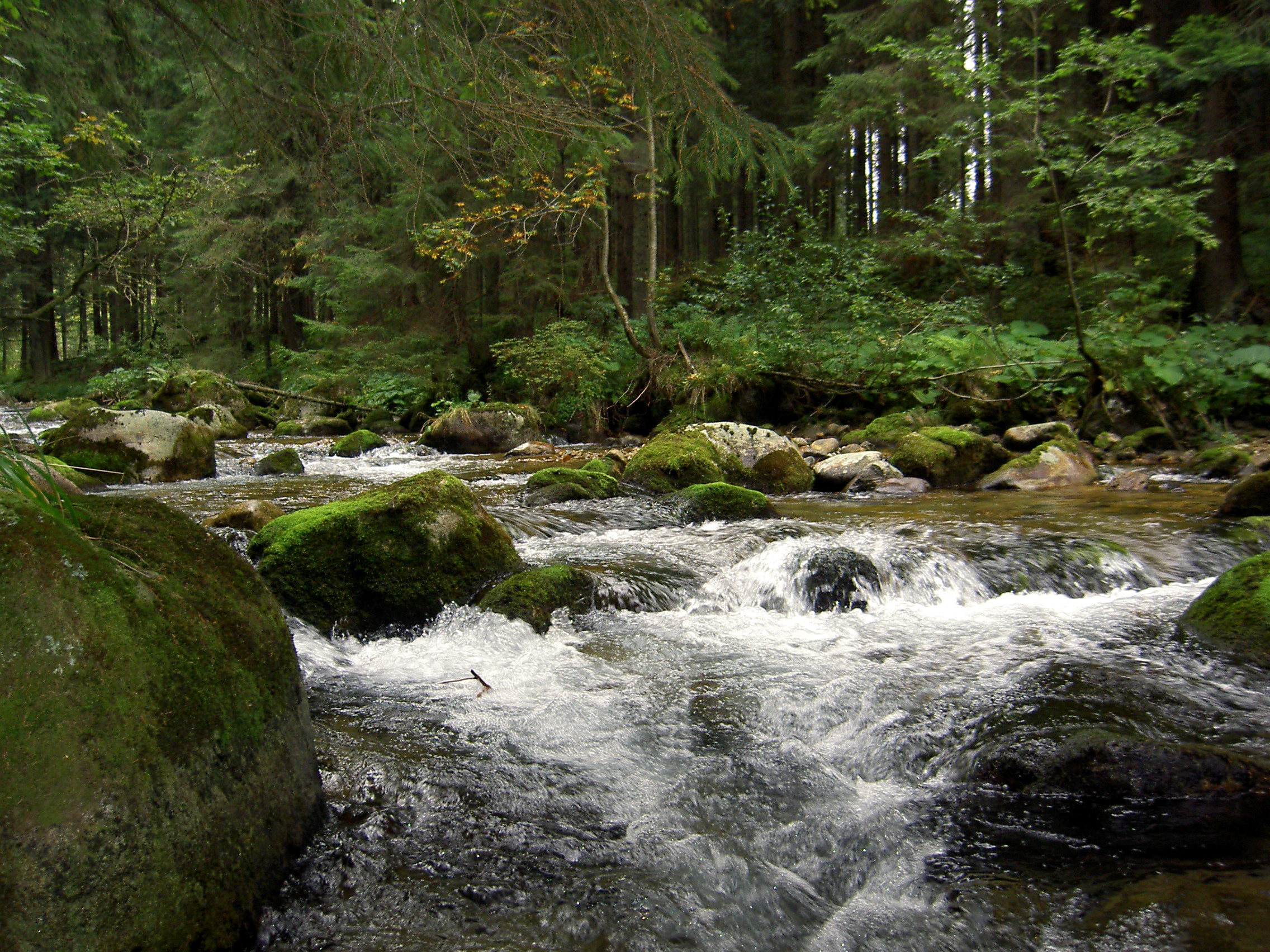
Studený potok mezi Brestovou a Zverovkou v Tatranském národním parku

Pstruhové pásmo, též ritral či zóna horského potoka, je v systému rybích pásem podle profesora Fryče horní úsek vodního toku, jehož vůdčím druhem ryb je pstruh potoční. Dále se dělí na horní pstruhové pásmo, epiritral, a dolní pstruhové pásmo, metaritral.

## Popis biotopu
Horní pstruhové pásmo navazuje na zónu pramennou, prameniště však zpravidla rybami obýváno není. Tok pstruhového pásma je biotop typický rychle tekoucí vodou, malou hloubkou a turbulentním prouděním vody. Voda je nasycená kyslíkem a je velmi chladná, její teplota zpravidla ani v létě nepřesahuje 10 °C. Dno horského potoka je skalnaté nebo kamenité, tvořené balvany a štěrkem. Organický sediment zde chybí. Časté bývá zastínění, ve vodách pstruhového pásma se udrží jen velmi málo rostlin a řas, úživnost je proto nízká. 
Živočišné společenstvo je tvořeno chladnomilnými druhy bezobratlých, jako jsou blešivci, larvy jepic, chrostíků a pošvatek. Ryby pstruhového pásma jsou litofilní, k rozmnožování vyžadují kamenité dno, a častá je u nich migrace na trdliště či na zimoviště, tyto cesty mohou být i mnohakilometrové. Vůdčím druhem ryby v horním pstruhovém pásmu je pstruh potoční s vrankou obecnou a pruhoploutvou jako druhy doprovodnými. V dolním pstruhovém pásmu je vůdčím druhem opět pstruh potoční, druhová pestrost doprovodných druhů je již větší, kromě vranek se zde vyskytuje též střevle potoční, jelec proudník, mřenka mramorovaná, mihule potoční a nepůvodní druhy, pstruh duhový a siven americký. V méně prudkých vodách dále od prameniště se pak začíná objevovat i lipan podhorní.
Do pstruhového pásma jsou nejčastěji patří horní úseky vodních toků, zvláště horské potoky, a dále úseky řek pod přehradními nádržemi.

## Ryby pstruhového pásma

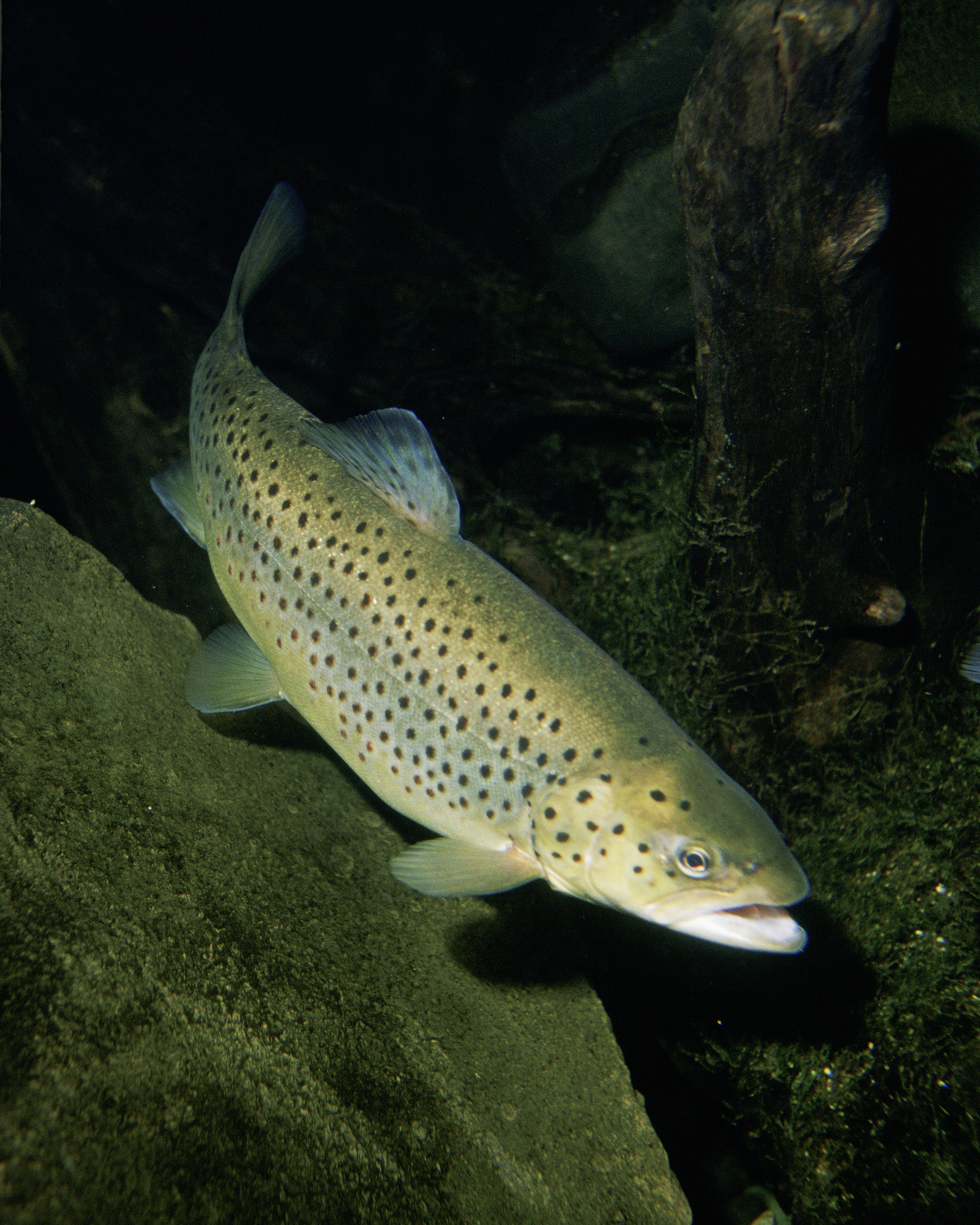
Pstruh potoční
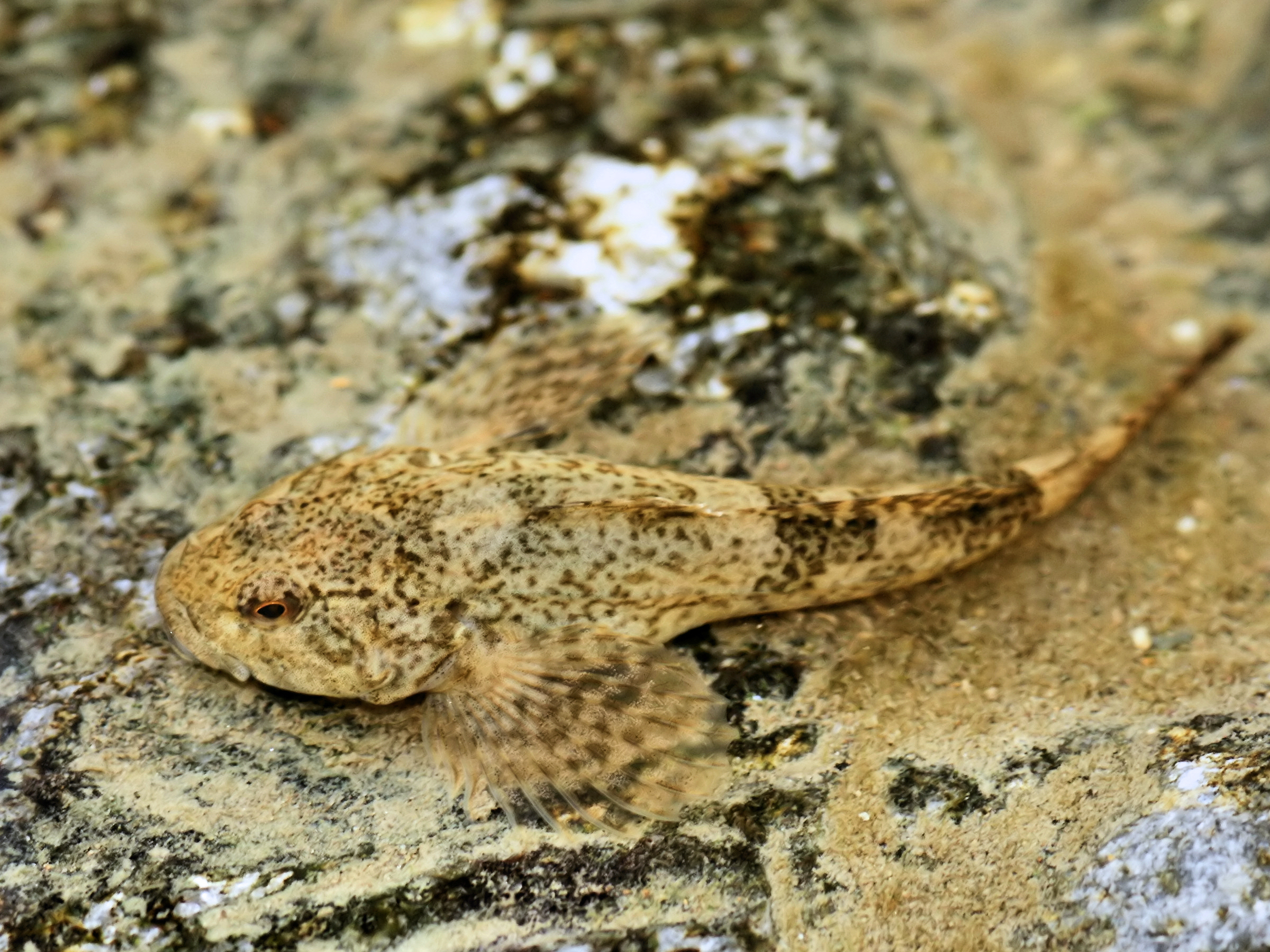
Vranka obecná
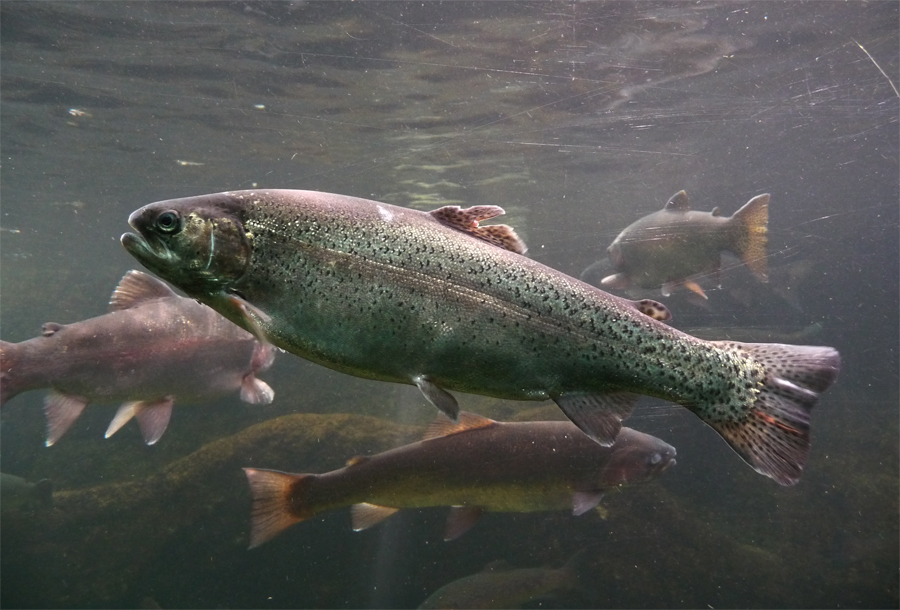
Pstruh duhový
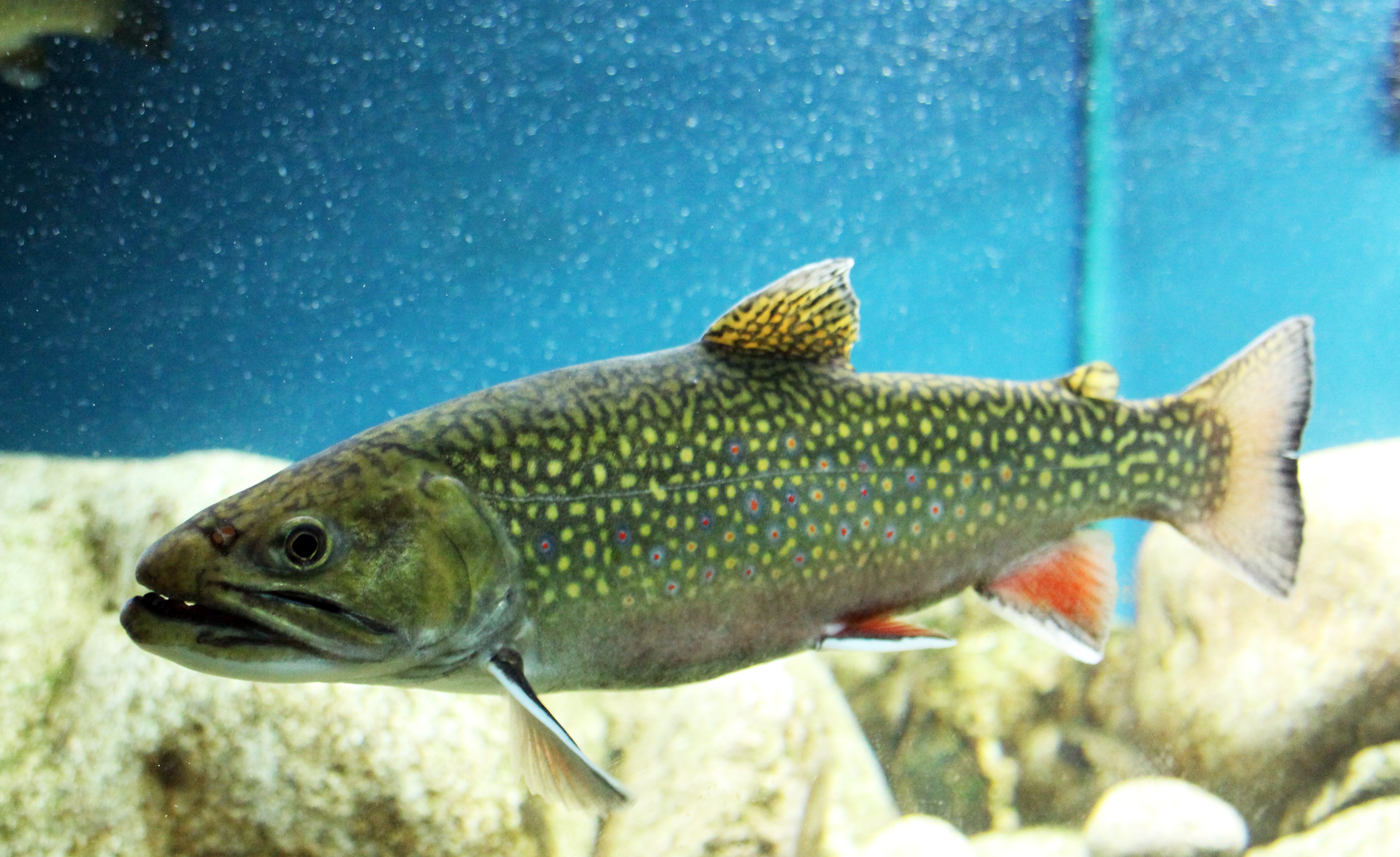
Siven americký
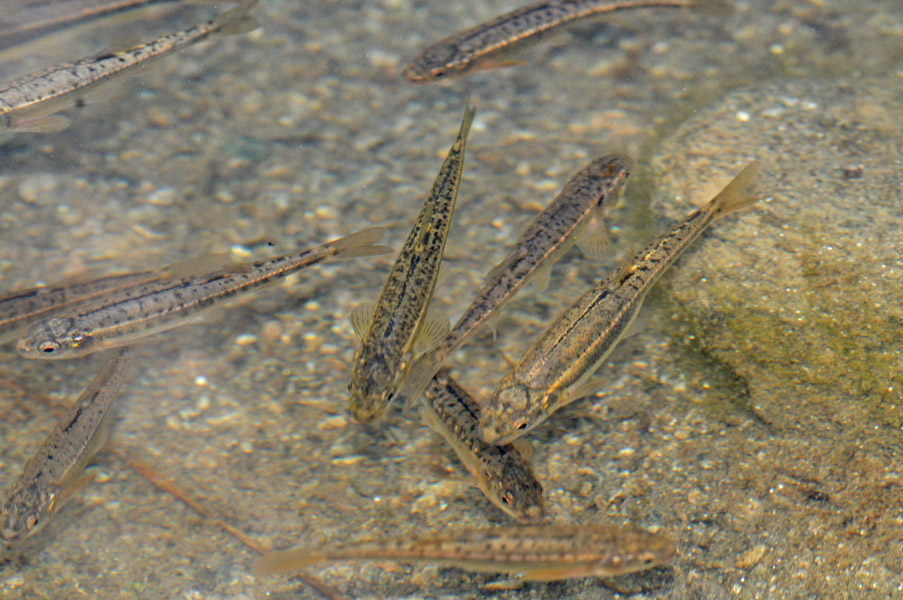
Střevle potoční
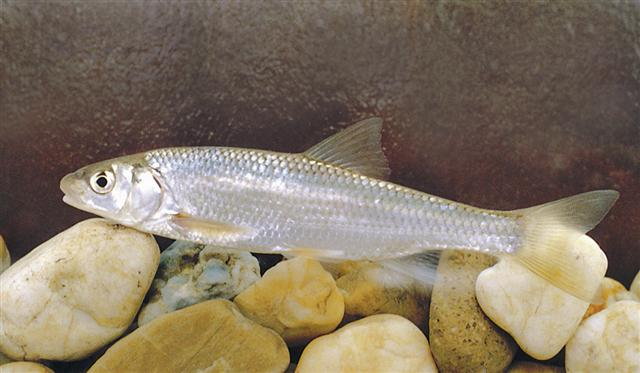
Jelec proudník
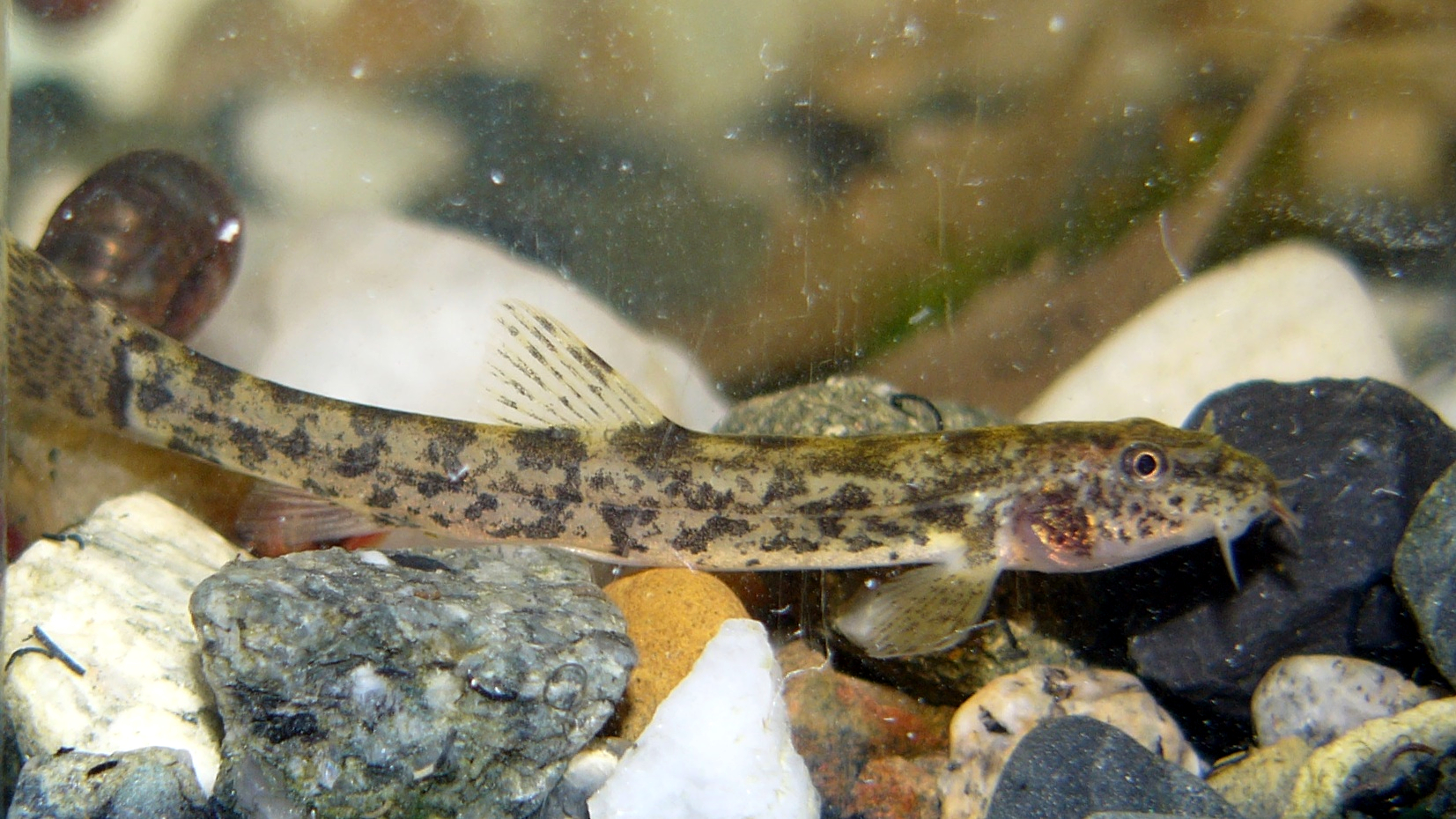
Mřenka mramorovaná